# EPrix van Monte Carlo 2021
De ePrix van Monte Carlo 2021 werd gehouden op 8 mei 2021 op het Circuit de Monaco. Het was de zevende race van het zevende Formule E-seizoen. De race stond voor het eerst sinds 2019 op de kalender, aangezien deze eens in de twee jaar wordt gehouden. Het is tevens de eerste keer dat de volledige layout van het circuit werd gebruikt.
António Félix da Costa won voor Techeetah zijn eerste race van het seizoen met een inhaalactie op Jaguar-coureur Mitch Evans in de laatste ronde. Robin Frijns werd voor Virgin tweede, nadat hij de als derde gefinishte Evans kort voor de finish inhaalde.

## Kwalificatie
| Pos                 | No | Coureur                | Team             | Q1        | Q2        | Grid |
| ------------------- | -- | ---------------------- | ---------------- | --------- | --------- | ---- |
| 1                   | 13 | António Félix da Costa | Techeetah-DS     | 1:31.832  | 1:31.317  | 1    |
| 2                   | 4  | Robin Frijns           | Virgin-Audi      | 1:31.638  | 1:31.329  | 2    |
| 3                   | 20 | Mitch Evans            | Jaguar           | 1:31.772  | 1:31.368  | 3    |
| 4                   | 25 | Jean-Éric Vergne       | Techeetah-DS     | 1:31.839  | 1:31.376  | 4    |
| 5                   | 28 | Maximilian Günther     | Andretti-BMW     | 1:31.817  | 1:32.039  | 5    |
| 6                   | 22 | Oliver Rowland         | e.dams-Nissan    | 1:31.850  | geen tijd | 6    |
| 7                   | 37 | Nick Cassidy           | Virgin-Audi      | 1:31.853  |           | 7    |
| 8                   | 99 | Pascal Wehrlein        | Porsche          | 1:31.900  |           | 8    |
| 9                   | 94 | Alex Lynn              | Mahindra         | 1:31.952  |           | 9    |
| 10                  | 71 | Norman Nato            | Venturi-Mercedes | 1:31.964  |           | 12   |
| 11                  | 33 | René Rast              | Audi             | 1:32.125  |           | 10   |
| 12                  | 29 | Alexander Sims         | Mahindra         | 1:32.146  |           | 11   |
| 13                  | 23 | Sébastien Buemi        | e.dams-Nissan    | 1:32.209  |           | 13   |
| 14                  | 27 | Jake Dennis            | Andretti-BMW     | 1:32.247  |           | 14   |
| 15                  | 5  | Stoffel Vandoorne      | Mercedes         | 1:32.277  |           | 15   |
| 16                  | 10 | Sam Bird               | Jaguar           | 1:32.281  |           | 16   |
| 17                  | 11 | Lucas di Grassi        | Audi             | 1:32.303  |           | 17   |
| 18                  | 48 | Edoardo Mortara        | Venturi-Mercedes | 1:32.329  |           | 18   |
| 19                  | 36 | André Lotterer         | Porsche          | 1:32.339  |           | 19   |
| 20                  | 6  | Nico Müller            | Dragon-Penske    | 1:32.344  |           | 20   |
| 21                  | 88 | Tom Blomqvist          | NIO              | 1:32.630  |           | 21   |
| 22                  | 8  | Oliver Turvey          | NIO              | 1:32.633  |           | 22   |
| 23                  | 17 | Nyck de Vries          | Mercedes         | 1:33.070  |           | 24   |
| 110%-tijd: 1:40.801 |    |                        |                  |           |           |      |
| 24                  | 7  | Sérgio Sette Câmara    | Dragon-Penske    | geen tijd |           | 23   |

## Race
| Pos | No | Coureur                | Team                      | Rondes | Tijd/Oorzaak uitval | Grid | Punten |
| --- | -- | ---------------------- | ------------------------- | ------ | ------------------- | ---- | ------ |
| 1   | 13 | António Félix da Costa | Techeetah-DS              | 26     | 47:20.697           | 1    | 28     |
| 2   | 4  | Robin Frijns           | Virgin-Audi               | 26     | +2.848              | 2    | 19     |
| 3   | 20 | Mitch Evans            | Jaguar                    | 26     | +2.872              | 3    | 15     |
| 4   | 25 | Jean-Éric Vergne       | Techeetah-DS              | 26     | +3.120              | 4    | 13     |
| 5   | 28 | Maximilian Günther     | Andretti-BMW              | 26     | +3.270              | 5    | 10     |
| 6   | 22 | Oliver Rowland         | e.dams-Nissan             | 26     | +3.865              | 6    | 8      |
| 7   | 10 | Sam Bird               | Jaguar                    | 26     | +4.150              | 16   | 6      |
| 8   | 37 | Nick Cassidy           | Virgin-Audi               | 26     | +4.752              | 7    | 4      |
| 9   | 94 | Alex Lynn              | Mahindra                  | 26     | +5.759              | 9    | 2      |
| 10  | 11 | Lucas di Grassi        | Audi                      | 26     | +6.225              | 17   | 1      |
| 11  | 23 | Sébastien Buemi        | e.dams-Nissan             | 26     | +6.567              | 13   |        |
| 12  | 48 | Edoardo Mortara        | Venturi-Mercedes          | 26     | +7.097              | 18   |        |
| 13  | 71 | Norman Nato            | Venturi-Mercedes          | 26     | +8.507              | 12   |        |
| 14  | 88 | Tom Blomqvist          | NIO                       | 26     | +9.240              | 21   |        |
| 15  | 7  | Sérgio Sette Câmara    | Dragon-Penske             | 26     | +9.499              | 23   |        |
| 16  | 27 | Jake Dennis            | Andretti-BMW              | 26     | +9.822              | 14   |        |
| 17  | 36 | André Lotterer         | Porsche                   | 26     | +10.503             | 19   |        |
| 18  | 6  | Nico Müller            | Dragon-Penske             | 26     | +11.450             | 20   |        |
| 19  | 8  | Oliver Turvey          | NIO                       | 26     | +12.067             | 22   |        |
| DNF | 17 | Nyck de Vries          | Mercedes                  | 23     | Elektrisch          | 24   |        |
| DNF | 99 | Pascal Wehrlein        | Porsche                   | 21     | Schade ongeluk      | 8    |        |
| DNF | 5  | Stoffel Vandoorne      | Mercedes                  | 21     | Schade ongeluk      | 15   |        |
| DNF | 33 | René Rast              | Audi Sport ABT Schaeffler | 18     | Elektrisch          | 10   |        |
| DNF | 29 | Alexander Sims         | Mahindra                  | 0      | Ongeluk             | 11   |        |

## Tussenstanden wereldkampioenschap

### Coureurs
| Positie | No. | Rijder                 | Team          | Punten |
| ------- | --- | ---------------------- | ------------- | ------ |
| 01      | 4   | Robin Frijns           | Virgin-Audi   | 62     |
| 02      | 17  | Nyck de Vries          | Mercedes      | 57     |
| 03      | 20  | Mitch Evans            | Jaguar        | 54     |
| 04      | 13  | António Félix da Costa | Techeetah-DS  | 52     |
| 05      | 10  | Sam Bird               | Jaguar        | 49     |
| 06      | 5   | Stoffel Vandoorne      | Mercedes      | 48     |
| 07      | 25  | Jean-Éric Vergne       | Techeetah-DS  | 46     |
| 08      | 33  | René Rast              | Audi          | 39     |
| 09      | 22  | Oliver Rowland         | e.dams-Nissan | 35     |
| 10      | 27  | Jake Dennis            | Andretti-BMW  | 33     |

### Constructeurs
| Positie | Team             | Punten |
| ------- | ---------------- | ------ |
| 01      | Mercedes         | 105    |
| 02      | Jaguar           | 103    |
| 03      | Techeetah-DS     | 98     |
| 04      | Virgin-Audi      | 81     |
| 05      | Andretti-BMW     | 55     |
| 06      | Audi             | 53     |
| 07      | Porsche          | 50     |
| 08      | Mahindra         | 47     |
| 09      | e.dams-Nissan    | 46     |
| 10      | Venturi-Mercedes | 43     |